# 2249 Yamamoto
2249 Yamamoto (1942 GA) là một tiểu hành tinh vành đai chính được phát hiện ngày 6 tháng 4 năm 1942 bởi K. Reinmuth ở Heidelberg.